# Ischia (wyspa)
Ischia (wym. ịskja), Isola d’Ischia – włoska wyspa wulkaniczna na Morzu Tyrreńskim w Zatoce Neapolitańskiej, należy do archipelagu Wysp Flegrejskich.
W sierpniu 2017 wyspę dotknęło trzęsienie ziemi, które spowodowało 2 ofiary śmiertelne.